# Seleniolycus pectoralis
Seleniolycus pectoralis är en fiskart som beskrevs av Møller och Stewart 2006. Seleniolycus pectoralis ingår i släktet Seleniolycus och familjen tånglakefiskar. Inga underarter finns listade i Catalogue of Life.